# François Walthéry
François Walthéry, né le 17 janvier 1946 à Argenteau (province de Liège) est un dessinateur et scénariste de bande dessinée belge.
Il est le créateur et dessinateur de la série de bande dessinée Natacha, prépubliée à partir de 1970 dans Le Journal de Spirou, éditée par les éditions Dupuis.

## Biographie

### Jeunesse
François Walthéry naît le 17 janvier 1946 à Argenteau dans la région de Liège. Il est issu d'une famille composée d'un père, soudeur à l'arsenal de Rocourt, colombophile et dessinateur à ses heures ainsi de sa mère qui gère un portefeuille d'assurance et d'une sœur. La scène de la rencontre entre Tintin et le Capitaine Haddock dans Le Crabe aux pinces d'or, le marque tout comme les dessins de Donald Duck par Carl Barks ainsi que Il y a un sorcier à Champignac et Radar le robot, deux aventures de Spirou et Fantasio par André Franquin. François Walthéry, à l'âge de huit ans, dessine le Capitaine Haddock à l'école et veut être dessinateur comme Hergé. Ses parents l'encouragent dans cette voie. Il grandit à Cheratte-Hauteurs sur le plateau de Herve. Il fait partie d'un mouvement de jeunesse, il est d'abord été louveteau puis scout totémisé « Autruche dynamique ». François Walthéry au collège se passe parfois de frites à midi pour s'offrir un album de Spirou et Fantasio cartonné. Au culot, il se présente chez Mittéï, un voisin de Cheratte et lui soumet des pages recopiées de La Corne de rhinocéros vers Noël 1961, il retournera à Pâques en ayant beaucoup progressé. Sa carrière de dessinateur est liée à celle de Mittéï et à celle de Peyo. C’est en effet, Mittéï qui, en 1961, l’encourage à persévérer et à s’inscrire comme élève libre à l’Institut Saint-Luc de Liège où il suit des cours d’illustration et d’arts graphiques dans certains ateliers pratiques où on sent que l'adolescent est doué pour le dessin, tout en n'étant pas encore mature pour suivre les cours généraux destinés à des étudiants plus âgés. Il a pour condisciples Dany, Pierre Seron et Hachel. En 1962, Mittéï au scénario lui confie le dessin de la série de gags Pipo, qu'il signe sous le pseudonyme de Pop's et publiée dans le Junior  supplément à Chez Nous, succédané plus économique que Tintin. L'album paraît en 1981 chez Bédésup. À la fin de l'année scolaire 1962/63, toujours poussé par Mittéï, il envoie des planches à M. Dupuis, chez Spirou. À 15 ans, François Walthéry en culottes courtes et accompagné de sa maman se présentent chez Spirou à l'invitation de Dupuis et ne se munit que d'un seul petit croquis qu'il a avec lui, dans son portefeuille mais qui attire l'attention d'Yvan Delporte, de Charles Dupuis et de Peyo.

### Au Studio Peyo
La carrière de Walthéry s’accélère lorsque Peyo — désespérément à la recherche de collaborateurs pour répondre à la demande de planches des Schtroumpfs — l'embauche, à 17 ans, en 1963, comme assistant au studio Peyo. Walthéry travaille chez Peyo au 272 avenue Coghen à Uccle, face au Collège Saint-Pierre. Le studio sommairement aménagé à l’entresol, entre deux étages, comprend une grande table, deux chaises le dos collé au mur et juste la place pour qu'ils puissent s'asseoir côte à côte. Il y rencontre Derib. Par la suite, viendront s'y adjoindre Gos, Roger Leloup, Lucien De Gieter, Marc Wasterlain, Benn, etc. Il loue une chambrette d'étudiant, un « kot », à Bruxelles, au numéro 50 de la rue Joseph Bens, chez madame Philomène Jans « Tante Phylo » qu'il va occuper pendant huit ans. Il commence par dessiner une partie des décors de la Schtroumpfonie en ut mais Peyo découvre rapidement que l'adolescent n'est pas très à l'aise avec les petits lutins bleus et pense à lui confier une série plus dynamique, aussi l’envoie-t-il un jour par semaine chez Will qui dessine sur des scénarios de Peyo, la série Jacky et Célestin produite pour Le Soir Illustré. Le jeune assistant entame immédiatement un nouvel épisode cosigné par Will : Vous êtes trop bon !. Il réalisera encore trois épisodes de cette amusante série – dont l’une pendant qu'il sert sous les drapeaux auprès des FBA au deuxième bataillon de carabiniers cyclistes — de l'automne 1963 à 1966 — sous le pseudonyme de Pop's et développe graduellement son style.
En 1966, Walthéry termine son service militaire à Spich en République fédérale allemande — où il rencontre son ami Pascal Zanon et Étienne Borgers, son futur scénariste — et peut se remettre à dessiner. Il est alors jugé apte à assurer la suite de Benoît Brisefer, série plus ambitieuse que Peyo réserve à Spirou. Peyo lui propose donc de reprendre les aventures de Benoît Brisefer, un petit garçon doté d’une force herculéenne, grâce auxquelles le dessin de Walthéry intègre les pages du Journal de Spirou. En étroite collaboration avec Peyo — mais qui se montre intransigeant quant à la qualité des dessins car il est perfectionniste — ainsi qu’avec Yvan Delporte, Walthéry réalise Les Douze Travaux de Benoît Brisefer entre 1966 et 1967. Peyo accepte que le nom de Walthéry apparaisse sur la couverture de l’album. La collaboration entre les trois auteurs se renouvelle ensuite sur les albums Tonton Placide (1968), puis Le Cirque Bodoni (1969) et Lady d'Olphine (1973). Au début des années 1970, il achète, sur recommandation de Peyo, un appartement au dixième étage d'un immeuble neuf, derrière la maison communale au Vossegat.
Walthéry donne également naissance à des personnages plus éphémères dont notamment L'Inspecteur Hoover, une plaquette publicitaire pour les aspirateurs Hoover en 1972 reprise en album par Khani Éditions en 1985, Betty Strip, une série érotique qui paraît dans Le Canard sauvage en 1973 et publiée en intégrale, non censurée, par Noir Dessin Production en 2015, etc.
Pendant dix ans, François Walthéry vit la semaine à Bruxelles avec les grands auteurs Dupuis de l’époque. Outre les membres du studio Peyo, il fréquente aussi les vedettes du journal Spirou que sont les Franquin, Roba, Tillieux et Will, ces deux derniers étant ses pères spirituels avec Peyo.

### Natacha
Le 26 février 1970, pour Le Journal de Spirou il crée avec Gos et Delporte la série qui le rendra célèbre, Natacha.

#### La genèse deNatacha
Pour comprendre comment ce personnage est né, il faut remonter aux origines profondes de sa conception, dans les années 1960.
Au Studio Peyo, il y a des périodes d’inactivité, mais il y a quasiment toujours du travail. Seulement, Peyo doit être là quand ils dessinent, pour garantir la qualité du travail. S’il part en vacances, le studio s’arrête,. Les pages ne doivent pas être faites sans lui! Quand Peyo s'absente, ils s'ennuient, ils ont de l’avance, ils pensent à une autre série,. Walthéry réalise de nombreuses caricatures de femmes et son collègue Gos (futur créateur du Scrameustache en 1972) a, de son côté, des trames d'histoires. Ils s’associent et commencent à discuter de ce que pourrait être ce nouveau personnage. Ils ont des avis divergents. Pour raconter facilement des histoires à travers le monde, Gos propose de choisir un steward,, ce qui provoque un certain scepticisme lorsqu’ils en parlent à Yvan Delporte durant une pause au studio Peyo en 1967 « C’est embêtant un steward, encore un mec. Tintin et Milou, Spirou et Fantasio, Tif et Tondu : rien que des mecs ! Vous ne pourriez pas mettre une fille à la place ? Une hôtesse de l’air au lieu d’un steward ? », propose Delporte. Comme Gos n’a pas envie dessiner des filles et des avions,, il scénarise l’histoire et Walthéry se charge du dessin ce qu'il sait bien faire pour les femmes — Will lui a appris à dessiner de jolies femmes — tandis que pour les avions ce n'est pas extraordinaire. Et une hôtesse de l’air sans avion, c’est comme Lucky Luke sans son cheval. En fait, Natacha naît à la suite d'un concours de circonstances.
Delporte pousse Walthéry à dynamiser Spirou en créant une série au contenu plus féminin. Justement, des hôtesses de l’air habitent au-dessus de Delporte, une héroïne exerçant ce métier, cela serait une bonne excuse pour aller leur demander une documentation. Cette profession permet des aventures exotiques et le prénom – provisoire – de Natacha est trouvé dans la foulée. Natacha a été créée pour qu’Yvan puisse aller voir les filles mais les auteurs ne l'apprendront que bien après. Le personnage de Natacha prend forme à partir de cette base. Natacha est créée sur base d'un patchwork de modèles inspiré de différentes amies et de vedettes de l’époque, des actrices de cinéma comme Dany Carrel (Le Pacha de Lautner en 1968), Mireille Darc (Ne nous fâchons pas de Lautner en 1966, Sylvie Vartan un peu et une autre, moins connue, la femme de Michel Drucker, Dany Saval. Mais Walthéry (dont la lenteur va devenir proverbiale…) donne la priorité à Benoît Brisefer et met trois ans pour faire aboutir ce nouveau projet. Natacha existe aussi grâce à Thierry Martens,. La série avait été acceptée par Charles Dupuis. Lorsque Martens arrive à la rédaction, il découvre les seize premières pages du premier album dans un tiroir. Cela doit faire quatre ans qu'il travaille dessus, entre ses travaux réalisés pour le studio Peyo. On est en décembre 1969, et Martens décide de programmer le premier album pour le mois de février. Il somme Walthéry de terminer l’album dans des délais très courts. Or Peyo sait fort bien que, si Walthéry continue Natacha, il risque de partir…
Natacha, hôtesse de l’air fait son apparition le 26 février 1970, dans le no 1663 de Spirou.
Natacha est la première héroïne adulte franco-belge à être devenue le personnage principal d’une série grand public publiée dans Spirou.

#### Les retards proverbiaux
Les rédacteurs en chefs successifs doivent désormais se relayer pour courir derrière un dessinateur aux retards proverbiaux. C'est encore pire lorsque, le succès aidant, ce gamin dans l'âme honore de sa présence un très grand nombre de festivals en France et autres pays qui veulent bien l'accueillir. Il est ainsi présent dès la première édition du Festival d'Angoulême.

#### Un homme attaché à son terroir

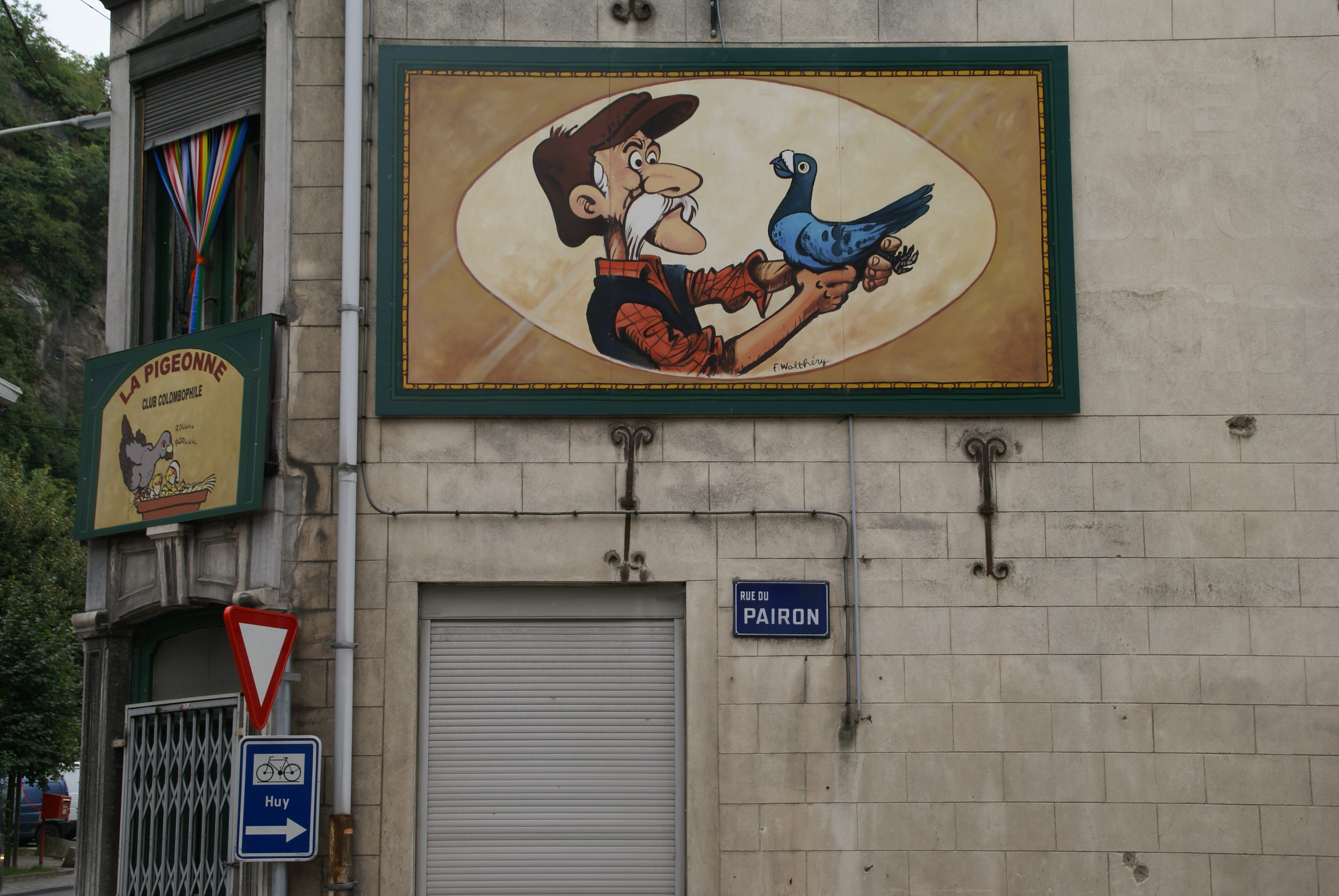
Li vî bleû, peinture monumentale à la façade du club colombophile La Pigeonne à Statte (Huy)

En 1972, à la mort de son père, il quitte le studio Peyo et crée une nouvelle série, Le Vieux Bleu sur un  scénario de Cauvin en 1974,. Le Vieux bleu, qui relate les péripéties d'un pigeon dénommé Le Vieux bleu et de Jules un colombophile qui rêve de remporter le premier prix au concours d’Angoulême. L'album est traduit en wallon liégeois (Li Vî Bleû) et emporte un succès inattendu (le plus fort tirage de tous les temps d'un livre en wallon), on estime par ailleurs que cette parution a contribué à relancer l’intérêt pour cette langue régionale. Les deux personnages ont leur sculpture à Cheratte. Féru de littérature, il illustre le poème Vieille Chanson du jeune temps de Victor Hugo dans un numéro spécial en 1974. Walthéry contribue à la vie du Journal de Spirou en publiant régulièrement des courtes histoires de deux à quatre planches ou des couvertures pour des numéros spéciaux.
Autre témoignage de l’attachement à son terroir, Walthéry réalise Tchantchès, un hommage au personnage folkorique liégeois chez Khani Éditions en 1988. En 2017, l'ensemble de ses productions folkloriques est rassemblé en intégrale dans Mes P'tits héros chez Noir Dessin Production.

#### Le P'tit Bout d'chique
En 1989, il passe chez Marsu Productions sur recommandation de Franquin où il continue de publier son héroïne Natacha avec Cauchemirage, le 14e tome des aventures de Natacha, sur un scénario de Mythic. Cet album conçu de son propre aveu un peu trop sur commande dont il laisse le soin de la mise en page à Mittéï, réalisé alors qu'il est fort sollicité l'année de son mariage. Toujours la même année, il crée la série autobiographique basée sur la nostalgie du gamin de huit ans qu'il a été Le P'tit Bout d'chique, entraîné dans de multiples mésaventures (1989-1994).
Pour l'éditeur Claude Lefranc, il réalise les trois couvertures pour les séries Jehan Pistolet, Belloy, Luc Junior ; œuvres de jeunesse d'Uderzo en 1990, ce qui satisfait son côté passéiste, amoureux de la bonne bande dessinée classique.

### Rubineet autres héroïnes (années 1990-2011)

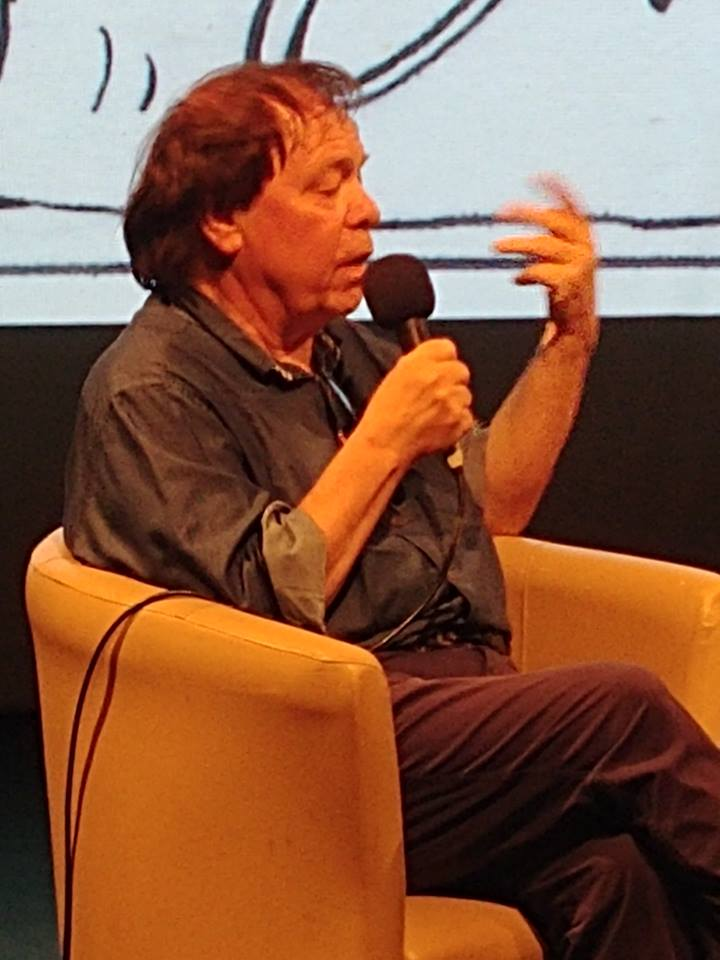
L'auteur en conférence au Centre Wallonie-Bruxelles de Paris, en 2018.

Au début des années 1990, il aide des dessinateurs comme Didier Casten, Georges Van Linthout ou Dragan de Lazare, et de lancer plusieurs séries et one-shots qu'il va superviser, tandis qu'il se concentre sur le dessin de Natacha.
En 1993, il crée le personnage de Rubine : « Rubine est un personnage que j’ai créé, mais que je n’ai pas eu le temps d’exploiter personnellement. Je tenais cependant à ce qu’elle vive des aventures. Aussi, Mythic et moi-même avons déniché Dragan de Lazare, jeune dessinateur serbe talentueux… Il a dessiné tout le récit et j'ai assuré pour les albums 2-3-4 quelques mises en page ».
En 1994, il lance une nouvelle série, cette fois pour adultes, intitulée Une femme dans la peau, dont il assure le dessin, sur un scénario de Fritax (Jean-Claude De la Royère) chez P & T Production. Le scénario du second tome de son ami Fritax ayant été refusé par l'éditeur, il retravaille l'histoire avec Mythic au scénario et Bruno Di Sano qui assure le dessin, l'album paraît en 2001 chez Joker. Deux autres tomes sortent en 2002 et 2005. Le storyboard du tome 3 est publié chez Point Image en 2003.

De son côté, Walthéry assure le dessin d'un diptyque, Les Ceux de Chez Nous, rédigé par l'écrivain belge Marcel Remy, qui évoque ses souvenirs d'enfance. Les albums sortent chez Noir Dessin Production entre 2002 et 2005. Il réalise seul le calendrier 1999 de la FSC. L'auteur est célébré par son fan club et par sa ville pour ses quarante ans de bandes dessinées en 2003.
Entre 2009 et 2011, il supervise les tomes 11 et 13 de Rubine, dont le dessin a été confié à Bruno Di Sano à la suite de l'intérim assuré par Boyan sur les tomes 9 et 10 après le départ de Dragan de Lazare.
En 2010, Spirou célèbre les cinquante ans de Benoît Brisefer. À cette occasion, il dessine un gag intitulé Benoît Brisefer et le colis mystérieux, paru dans le no 3792.
Entre 2011 et 2013, il retrouve Di Sano et l'équipe de Une femme dans la peau, pour la réalisation collective d'un diptyque fantastique destiné aux adultes, intitulé Sortilège.
En 2011, il publie Le Vieux Bleu 2 chez Noir Dessin Production, 31 ans après le premier album.

### Le jubilé (2012-2018)
En 2012, Walthéry fête ses 50 ans de carrière. Il publie à cette occasion Tiroirs secrets de Walthéry, un recueil d'histoires courtes ayant jalonnées son parcours chez Noir Dessin Production en 2013,.
En 2014, il supervise un nouveau diptyque, cette fois plus proche de Natacha, intitulé L'Aviatrice, centré sur les aventures d'une pilote française, Nora, et de son mécano Théo, lancés dans le raid aérien Paris-Saïgon-Shangaï. Le scénario est assuré par Étienne Borgers et le dessin par Bruno Di Sano (2 albums, Paquet, 2014-2016).
La même année, il publie le tome 22 de Natacha, reprenant un scénario de Sirius et en 2018 sort la seconde partie de cette aventure chez Dupuis. Avec Chanson d'avril, il clôt ce triptyque en 2025.

### Les éditions du Tiroir (2019- )
François Walthéry commente son œuvre dans une vie en dessins publié chez Dupuis en 2019.
En 2019 toujours, Walthéry crée avec André Taymans la capitaine des carabiniers italiens Sophia Stromboli, série policière qui paraît dans L’Aventure, dirigée par Alain De Kuyssche publiée par les éditions du Tiroir. Le deuxième numéro de cette revue trimestrielle de 100 pages est consacré à Walthéry.
En 2020, Natacha fête ses 50 ans, une pléiade d’auteurs lui rendent hommage dans L’Aventure no 5. Khani Éditions publie 50 ans de charmes en janvier 2020.

#### Annonce de l'adaptation deNatachaau cinéma

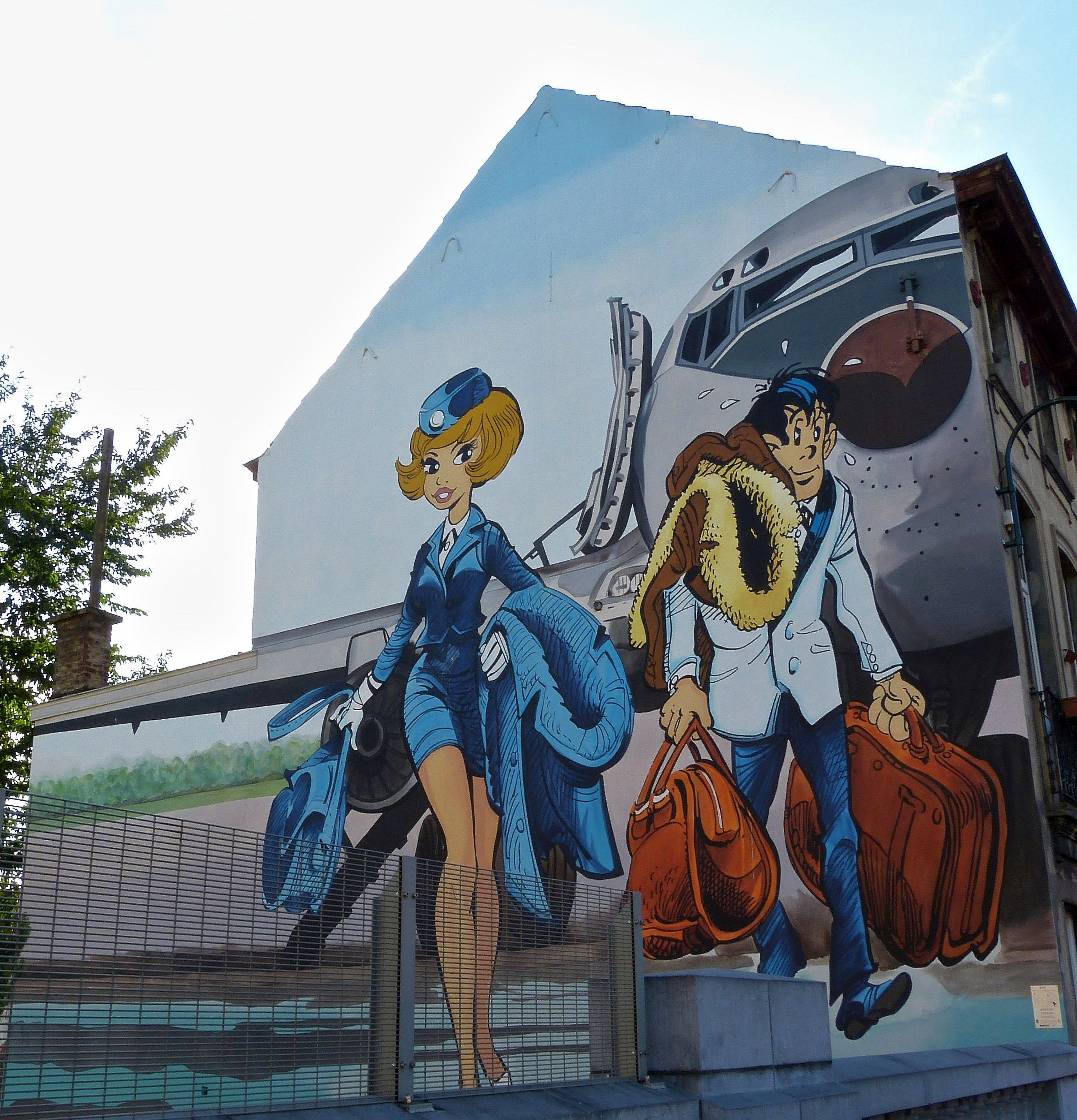
Fresque murale Natacha, hôtesse de l'air à Bruxelles

En mars 2021, Natacha — dont les droits audiovisuels sont représentés par Laurent Duvault pour Mediatoon (Dupuis, Dargaud, Le Lombard...) —  sera adaptée au cinéma selon une annonce de TF1 Studio , avec Nathalie Toulza-Madar (Directrice générale déléguée) et Émilie Pégurier (Directrice artistique) et Daïdaï Films avec Vanessa Djian (Productrice — Edmond) et Emmanuel Fayer (Producteur). Le film sera réalisé par Noémie Saglio (Connasse, princesse des cœurs — Plan cœur — Netflix) et écrit par Laurent Turner (Radin ! ; L’Odyssée) et Noémie Saglio. Vanessa Djian et Nathalie Toulza-Madar « Nous sommes très heureuses de nous associer pour porter l’ambition de “Natacha”. Avec les talentueux Noémie Saglio et Laurent Turner, nous voulons créer un film drôle et moderne qui touchera autant les femmes que les hommes. Natacha sera un brin de Miss Maisel avec une pointe de la revanche d’une blonde. En cet air post #metoo, nous sommes certaines que le public attend une grande figure féminine de comédie. »,,. Et pour Laurent Duvault « Des propositions pour Natacha, Dupuis confirme en avoir eu beaucoup. « Il y a eu souvent des options de posées mais elles avaient toutes échoué, pour des problèmes de budget ou de disponibilités... C'est un très beau personnage qui n'a rien d'une potiche. Pour moi, c'est la première femme libérée. Elle tire au pistolet, se retrouve perdue dans la jungle ou prisonnière d'un maharaja, sans rien perdre de sa féminité. Et, si le dessinateur est toujours le même depuis la création, beaucoup de scénaristes se sont succédé. Elle a un côté intemporel mais a su évoluer. ». L'annonce de sortie en salle est difficile à pronostiquer, en ces temps de crise, mais le délai « normal » se situe entre deux et trois ans. Elle devrait, en tout cas, se retrouver en salles en compagnie d'autres héros du 9e Art, tant BD et cinéma ont depuis quelques années étroitement resserré les liens.
Icône de la bande dessinée belge, incarnation d’un sex-appeal très années 1970, fille de François Walthéry, Natacha — l’hôtesse de l’air la plus aventureuse de l’histoire de l’aviation — a longtemps alimenté les fantasmes et continue à le faire, l’annonce de l’adaptation cinéma les spéculations sur le nom de l’actrice qui osera endosser son uniforme vont bon train. Walthéry a son idée et — comme beaucoup d’autres Belges — verrait bien Virginie Efira endosser le rôle, quant au pauvre Walter, personnage indispensable de l’univers Natacha, Sébastien Ministru suggère Laurent Lafitte.

#### Le retour deRubine

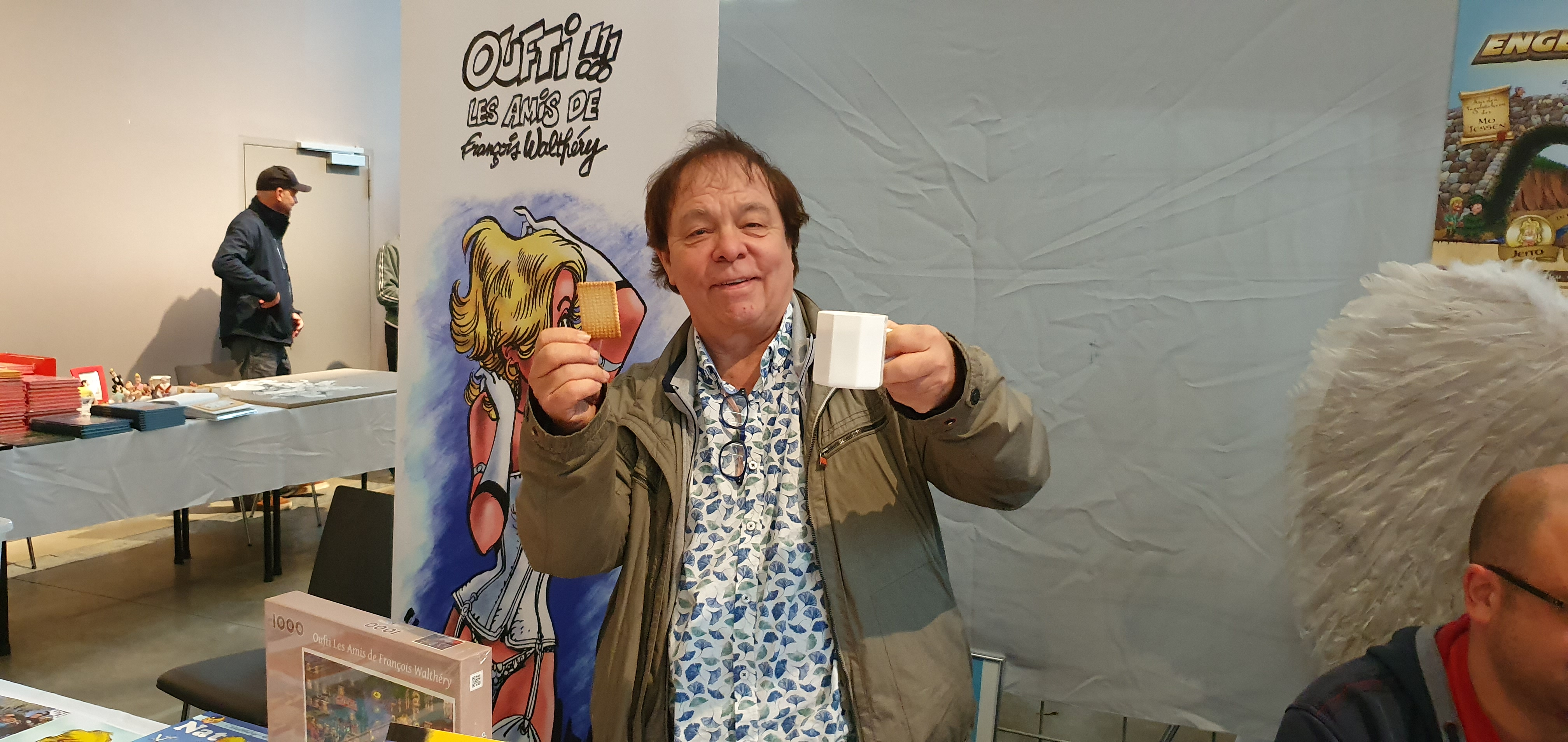
François Walthéry au Comiciade 2019 à Eupen

En avril 2021, Rubine fait son grand retour dans Serial lover aux éditions du Tiroir. Il sort le seizième opus de la série Super Tuesday en 2025.
À la disparition de Raoul Cauvin, Walthéry lui rend hommage en 2021.
En décembre 2021, Walthéry consacré une partie de son temps libre à l’association « Les amis de Walthéry », et appréhende une opération délicate.
En mars 2022, il publie En attendant Stromboli - Les coulisses d'un album en devenir... aux éditions du Tiroir qui a eu recours à la plateforme de financement participatif Ulule.
En mai 2022, l'auteur et son hôtesse ont été modélisés et réunis sur statuette.
En 2022, François Walthéry est encore actif et toujours autant sollicité en festival. Créateur généreux à l’imagination débordante et au trait rond et foisonnant, il fait partie de cette génération d’auteurs pour qui la bande dessinée est avant tout une grande et belle histoire d’amitié.

### Style graphique
Selon Didier Pasamonik, éminent connaisseur de la bande dessinée : « Walthéry excelle dans ces scènes d’action éminemment complexes[...] » et de préciser « c’est que l’on reconnaît très vite la sûreté de trait, la mâle autorité de ses dessins à l’encrage et à la composition impeccables ».

### Vie privée
Walthéry cultive un tendre amour pour le wallon liégeois, qu’il connaît et qu’il parle remarquablement bien. Walthéry est un grand amateur de Jazz — au point d'organiser à Cheratte-Hauteurs des concerts intitulés « Jazzband Dessinée » —, tout comme son personnage Walter. Musicien à ses heures — il joue de l'harmonica — , il compte parmi ses amis musiciens Renaud, Robert Charlebois, Ricet Barrier et Paul Louka. Il est aussi daltonien et fidèle en amitié. En juin 1989, François Walthéry épouse Michèle, François prend Will comme témoin, les noces se déroulent sur deux week-ends : le dernier de juin et le premier de juillet 1989 et en décembre 1989 naît leur fils Nicolas. Il voue une passion à la photo, il en prend énormément pour cadrer les scénarios de ses futures histoires et répondre à son souci du détail. Lors de ses déplacements, il est muni d'un appareil photographique. Walthéry prétend qu'il ne prend jamais de vacances mais qu'il est souvent à l'étranger, il séjourne ainsi à Javea chez Sirius avec Tillieux, il passe en Bretagne chez Fournier. Walthéry est aussi connu pour être un puits d'anecdotes sur le monde de la bande dessinée et un franc amateur de bière. Pendant le confinement en mai 2020, il se lance dans une vidéo en live, aidé à la technique par son fils Nicolas, où il fait découvrir la maison qui a servi de modèle pour celle de Jules, le héros du Vieux Bleu, voisine de celle actuelle de Walthéry, ainsi que son jardin, son chat, sa poubelle, son vélo — payé avec ses premiers droits d’auteur — et son espace de travail. En 2022, il demeure encore à Cheratte-Hauteurs où il aime à fréquenter le café Braham où il a installé son quartier genéral et pour lequel il a d'ailleurs réalisé une fresque. Un de ses traits de caractère est qu'il ne veut pas dominer mais surtout pas être dominé. En juillet 2016, il se fait voler son unique moyen de transport : le vélo.
Il avoue être fan de films américains tels Bullitt, French Connection.

## Publications

### Contributions graphiques et hommages rendus
Walthéry est l'un des artistes contributeurs aux albums Il était Une Fois... Les Belges (1980) à l'occasion du 150e anniversaire de Belgique. Il est l'un des nombreux artistes à apporter une contribution graphique à Pepperland (1980), une bande dessinée collective en hommage à la librairie Pepperland, pour célébrer son 10e anniversaire, tout comme pour Baston Labaffe no 5 : La Ballade des baffes (1983), bande dessinée collective parodique officielle du Gaston Lagaffe d'André Franquin, L'Oiseau de la paix (1986), Les Belles Histoires d'Onc' Renaud (1986), Téléthon (1990), La Convention des droits de l'enfant (1993), Rire c'est rire (1995). Walthéry rend hommage à différents auteurs et leurs personnages : à Derib (Les Amis de Buddy Longway, 1983), à Maurice Tillieux (Gil Jourdan - Les Enquêtes de leurs amis, 1989), à Roba (Bill a disparu, 1990), à Nikita Mandryka Tronches de Concombre (1995), à Will (L'Arbre des deux printemps, 2000), à Merho (Bij Fanny op Schoot, 2005), Bob et Bobette de Willy Vandersteen (Suske en Wiske 60 Jaar!, 2005), à Albert Uderzo (Astérix et ses amis, 2007), à Marc Sleen (Marc Sleen 90. Liber Amicorum, 2012).

### Marchands de journaux
Les 22 premiers albums de la série Natacha sont parus en kiosque dans une édition collector chez Hachette intitulée La collection Natacha de février à novembre 2018.

### Para-BD
François Walthéry est énormément sollicité et à toute occasion à dessiner sur pratiquement tous les supports imaginables, le volume de cette production est énorme,.

### Divers
À l'instigation de l'inspecteur de police et scénariste de bande dessinée Francis Dorao, il a aussi créé dans les années 1980, une cible de tir réaliste pour l'entraînement de la police aux côtés des dessinateurs Hermann, Malik, Arthur Piroton, Yves Swolfs ou William Vance et de la société PLJ Targets. En 2023, lors du festival de la bande dessinée de Knokke-Heist, elles seront publiées en un tirage trilingue français, néerlandais et anglais.

## Expositions

### Expositions individuelles
- Espace BD, Bruxelles du 15 janvier 1999 au 27 février 1999[79]
- François Walthéry 50 ans de BD, Centre belge de la bande dessinée, Bruxelles du 9 octobre 2012 au 24 février 2013[80],[81],[82].
- Natacha, Galerie oblique, Paris du 28 mai 2014 au 14 juin 2014[83].
- Le Crayon dans la peau, Galerie Champaka, Bruxelles du 12 juin 2014 au 26 juillet 2014[49].
- Walthéry s’affiche, Rétrospective Walthéry, Fondation Roi Baudouin, à la Tour d’Anhaive à Jambes du 18 juin au 1er septembre 2019[84],[85].
- Sur Les Traces de l’Épervier bleu, Huberty & Breyne Gallery, Bruxelles du 5 au 26 septembre 2020[86].

### Expositions collectives
- Regards croisés de la bande dessinée belge, Musées royaux des Beaux-Arts de Belgique, Bruxelles, du 27 mars au 30 juin 2009[87],[88].

## Postérité

Émission Philatélie de la Jeunesse par La Poste belge d'un timbre Natacha en 1993.

En octobre 1993, la poste belge émet pour la philatélie de la jeunesse un timbre Natacha.
La statue de bronze qui trône au beau milieu du rond-point de la rue de Hoignée à Cheratte représente trois des personnages principaux de François Walthéry : le Vieux Bleu posé sur le genou de Jules assis sur un banc et Le P'tit Bout d'chique qui lui fait face. La réalisation de cette œuvre est due à Roger Lenertz, sculpteur liégeois. Sa réalisation a duré 4 mois et son poids est d'environ 500 kilos. Elle est inaugurée le 29 mai 2003 pour fêter les quarante ans de bande dessinée de François Walthéry en sa présence.
Le 24 novembre 2009, Freddy Thielemans, bourgmestre de la ville de Bruxelles et Évelyne Huytebroeck, ministre du gouvernement de la Région de Bruxelles-Capitale, inaugurent la fresque Natacha, qui est la 41e fresque du Parcours BD de Bruxelles, sur le mur latéral de la maison située au no 78 rue Jan Bollen à Laeken.
En juillet 2012, d'après un dessin fourni par Walthéry, la sculptrice flamande Monique Mol a réalisé une sculpture de Natacha en hôtesse de l'air tirant une valise, qui se trouve sur la digue de Middelkerke à la hauteur du no 269,,.

## Distinctions

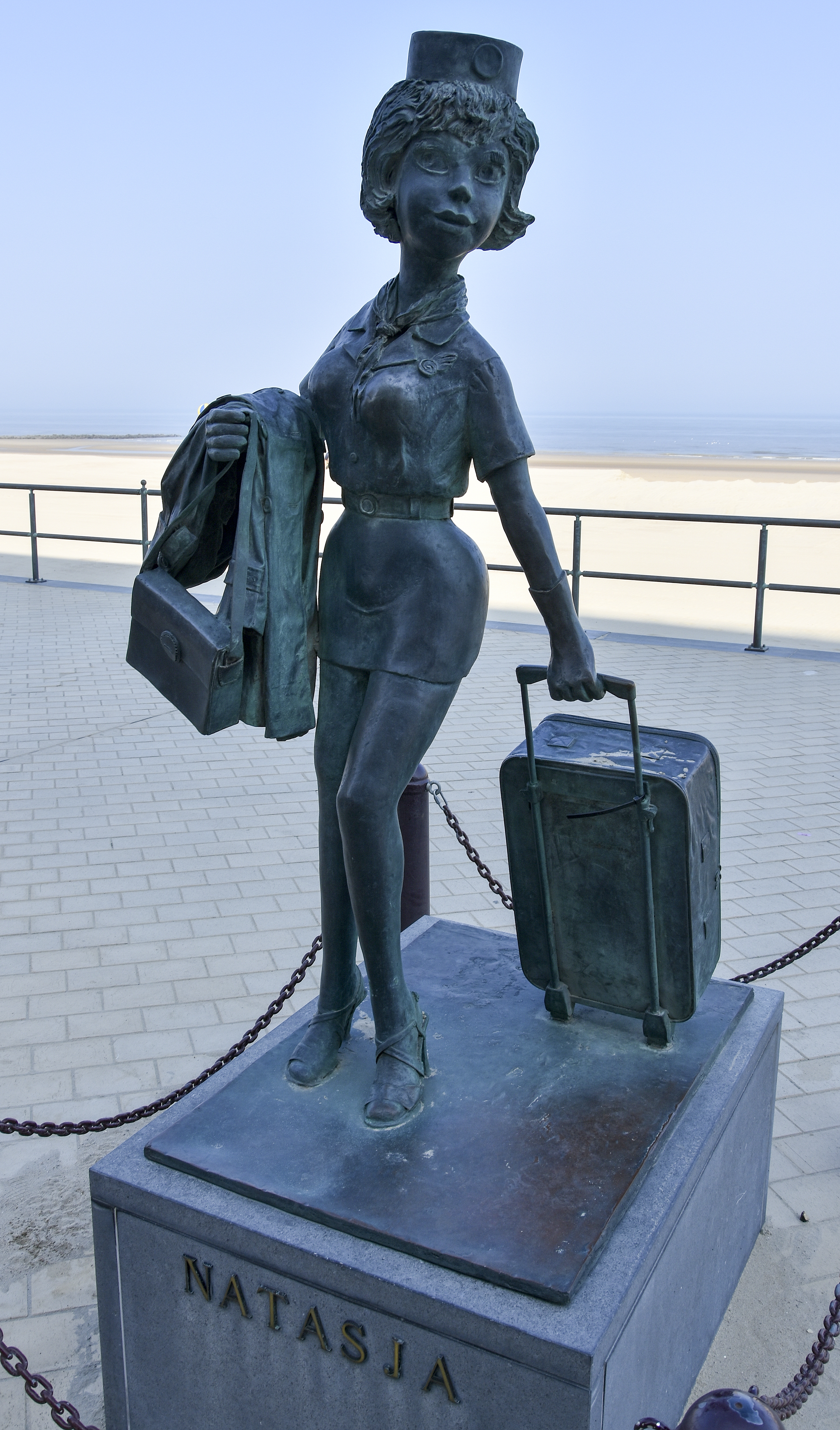
Statue de Monique Mol - Natacha, hôtesse de l'air sur la digue de Middelkerke

Officier du Mérite wallon (O.M.W.) 12 septembre 2013.

## Prix et récompenses
- 1990 :  prix d'Honneur au Festival de bande dessinée de Middelkerke à Middelkerke pour Natacha[95].
- 1995 :  prix spécial du festival Bédéciné à Illzach[96] ;
- 2015 :  Grand Prix Saint-Michel, pour l'ensemble de son œuvre[97].
- 2016 : 
  -  Grand prix Diagonale du jury pour l'ensemble de son œuvre[98] ;
  -  prix pour l'ensemble de sa carrière au Festival de bande dessinée de Knokke-Heist (nl) à Knokke-Heist[99].